# Nephochaetopteryx elegans
Nephochaetopteryx elegans är en tvåvingeart som först beskrevs av Blanchard 1939.  Nephochaetopteryx elegans ingår i släktet Nephochaetopteryx och familjen köttflugor. Inga underarter finns listade i Catalogue of Life.